# 埃加特
埃加特（法語：Égat，法語發音：[eɡat] ⓘ）是法国东比利牛斯省的一个市镇，属于普拉德区。

## 地理
埃加特（42°30'1"N, 2°0'58"E）面积4.47 平方千米，位于法国奧克西塔尼大區东比利牛斯省，该省份为法国大陆部分最南部的省份，涵盖了北加泰罗尼亚，北起奥德省，西接阿列日省和安道尔，南与西班牙接壤，东临地中海。
与埃加特接壤的市镇（或旧市镇、城区）包括：丰罗默-奥代约-维亚、埃斯塔瓦尔、塔尔加索讷。
埃加特的时区为UTC+01:00、UTC+02:00（夏令时）。

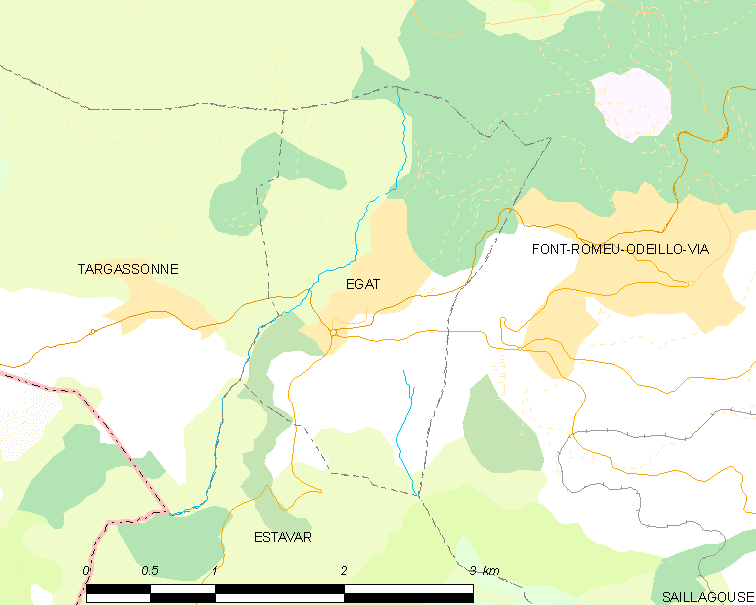
埃加特的OSM定位图

## 行政
埃加特的邮政编码为66120，INSEE市镇编码为66064。

## 政治
埃加特所属的省级选区为加泰罗尼亚比利牛斯县。

## 人口

1962-2008年间埃加特人口变化图示

埃加特于2022年1月1日时的人口数量为418人。